# Nickelodeon (Egyesült Királyság és Írország)
A Nickelodeon Egyesült Királyság és Írország a televízióadó szánt Nickelodeon televíziós csatorna egyesült királysági és írországi változata.
A gyermektévé csatorna 1993. szeptember 1-én indult. Angol hangsávval érhető el. 16:9-es képarányban sugároz.

## Műsorai
- A Thunderman család
- See Dad Run
- Every Witch Way
- Nicky, Ricky, Dicky és Dawn
- Max & Shred
- Veszélyes Henry
- iCarly
- V, mint Viktória
- Big Time Rush
- Sam és Cat
- Wendell és Vinnie
- Bella és a Bulldogok
- Drake és Josh
- Ned’s Declassified School Survival Guide
- Anubisz házának rejtélyei
- Bucket és Skinner hősies kalandjai
- Power Rangers Super Megaforce
- Power Rangers: Megaforce
- Power Rangers: Samurai
- Power Rangers Super Samurai
- The Troop
- Supah Ninjas
- Mighty Morphin Power Rangers
- Mr. Meaty